# Велико Блашко
Велико Блашко је насељено мјесто на подручју града Лакташи, Република Српска, БиХ. Према попису становништва из 2013. у насељу је живјело 1.409 становника.

## Географија
Налази се у рељефној цјелини Жупа.

## Становништво
| Националност       | 1991.        | 1981.        | 1971.        | 1961. |
| Срби               | 915 (96,51%) | 849 (94,54%) | 816 (98,55%) |       |
| Југословени        | 26 (2,74%)   | 31 (3,45%)   | 1 (0,12%)    |       |
| Хрвати             | 2 (0,21%)    | 13 (1,44%)   | 3 (0,36%)    |       |
| Муслимани          |              |              | 1 (0,12%)    |       |
| остали и непознато | 5 (0,52%)    | 5 (0,55%)    | 7 (0,84%)    |       |
| Укупно             | 948          | 898          | 828          |       |

| Демографија (Слатина — Блашко)- | Демографија (Слатина — Блашко)- | Демографија (Слатина — Блашко)- |
| Година                          | Становника                      | Становника                      |
| ------------------------------- | ------------------------------- | ------------------------------- |
| 1948.                           | 1.923                           |                                 |
| 1953.                           | 0                               |                                 |
| 1961.                           | 787                             |                                 |
| 1971.                           | 828                             |                                 |
| 1981.                           | 898                             |                                 |
| 1991.                           | 851                             |                                 |
| 2013.                           | 1.409                           |                                 |